# Abschnittsbefestigung Steinkirchen
Die Abschnittsbefestigung Steinkirchen ist eine  abgegangene frühmittelalterliche Wallburg am westlichen Ortsrand von Steinkirchen, einem Ortsteil der Gemeinde Stephansposching im Landkreis Deggendorf in Bayern. Die Anlage wird als Bodendenkmal unter der Aktennummer D-2-7143-0106 im Bayernatlas als „Lagerdorf (vicus) der römischen Kaiserzeit, Siedlung der Urnenfelderzeit sowie Siedlung und Abschnittsbefestigung des frühen Mittelalters“ geführt.

## Geschichte
Zuerst entstand hier um 100 n. Chr. ein kleines Römerkastell, das als Numeruskastell 100 bis 200 Mann Platz geboten hat. Dessen Aufgabe bestand in der Sicherung des Donauabschnittes. Hier waren an der Südfront zwei Türme, die eine 4,5 m breite Tordurchfahrt flankierten; im Abstand von 1,2 m umzog ein Spitzgraben die Kastellmauern. Südlich und westlich entwickelte sich die Zivilsiedlung. Diese Anlage wurde bis zur Mitte des 3. Jahrhunderts genutzt.
Danach entstand hier eine Befestigung des älteren Mittelalters. Für diese wurden die Umwehrung des Römerkastells genutzt. Drei bogenförmig verlaufende Gräben haben einen Geländesporn von etwa 3 ha vom Hinterland abgetrennt. Auf diesen Plateau liegt heute das Ortszentrum von Steinkirchen mit der im Kern romanischen Kirche St. Maria Magdalena.

## Beschreibung
Von der im 10. Jahrhundert erbauten Abschnittsbefestigung sind noch Wall- und Grabenreste erhalten.